# Гирсутизм
Гирсутизм — избыточный рост терминальных волос у женщин и детей по мужскому типу. Терминальные волосы — темные, жесткие и длинные волосы, в отличие от пушковых, которые слабоокрашены, мягкие и короткие. Мужской тип оволосения характеризуется появлением волос на подбородке, верхней части груди (в области грудины), верхней части спины и живота. Появление терминальных волос в нижней части живота, нижней части спины, около сосков, на руках и ногах является нормальным явлением, в случае полного оволосения лица и тела речь идёт о гипертрихозе. Диагноз «гирсутизм» ставят только к женщинам и детям. Гирсутизм обычно развивается спонтанно в связи с другими заболеваниями. Прогноз зависит от причины заболевания и эффективности лечения.

## Причины
Первичный гирсутизм является наследственным. В большинстве случаев это подтверждает семейный анамнез. Возникновение вторичного гирсутизма обусловлено влиянием многих нейрогуморальных факторов, главным из которых является увеличение секреции мужских половых гормонов — андрогенов или повышение чувствительности к ним тканей.
Гирсутизм может быть конституциональным (у здоровых женщин); возникать при введении с лечебной целью андрогенов или соединений, сходных с ними по химической структуре; развиваться при ряде эндокринных заболеваний — адреногенитальном синдроме, опухолях яичников и надпочечников, акромегалии, болезни Иценко—Кушинга. Иногда гирсутизм наблюдается во время беременности и в климактерическом периоде, а также при поражениях головного мозга — опухолях, энцефалите, рассеянном склерозе, эпилепсии. В некоторых случаях его причиной является какое-либо местное воздействие на кожу или кожные заболевания. У ряда больных гирсутизм возникает вследствие нарушения метаболизма андрогенов в коже (идиопатический гирсутизм). С гирсутизмом ассоциированы гены SRD5A1, SRD5A2.

## Лечение
Лечение заболевания основано на изменении гормонального фона и косметологических процедурах удаления волос на долгий срок — электроэпиляция, лазер, световая и пр. — подбираемых в зависимости от типа, цвета волос и кожи пациента.